# Pembroke (Maine)
Pembroke – miasto w Stanach Zjednoczonych, w stanie Maine, w hrabstwie Washington.